# Alem Begic
Alem Begic (* 7. März 1987 in München) ist ein deutscher Profiboxer und aktueller WBO-Europameister im Supermittelgewicht. 

## Karriere als Kick- und Amateurboxer (2002 bis 2014)
Alem Begics Karriere startete 2002 im Kickboxen. Er trainierte im Steko’s Sportcenter in München und absolvierte innerhalb von zwei Jahren 15 Kickboxkämpfe. 2004 erfolgte der Wechsel zum Amateurboxen. Er boxte unter anderem gegen Enrico Köllig (Teilnehmer der Olympischen Spiele 2012 und Träger des WBA-Interkontinental-Titels im Halbschwergewicht als Profi) und Dzemal Bosnjak (mehrfacher Bosnischer Meister und Teilnehmer der World Series of Boxing). Als Amateurboxer gehörte Alem Begic den Boxclubs TSV 1860 München, BSK Seelze (1. Bundesliga) und BK Radnik Bijeljina (Premier League, Bosnien und Herzegowina) an. In dieser Zeit bestritt er bei nationalen und internationalen Wettkämpfen insgesamt 102 Kämpfe, woraus 84 Siege und zwei Unentschieden resultierten.

## Karriere als Profiboxer (2014 bis heute)
Seinen ersten Profikampf absolvierte Alem Begic als 27-Jähriger am 22. November 2014 erfolgreich gegen Stelian Anghelus Voicu in Srebrenica. In seinem 17. Kampf als Profiboxer trat Begic gegen den Ukrainer Artem Redko in der Westfalenhalle in Dortmund an. Trotz eines grippalen Infekts gelang es ihm, Redko nach Punkten zu besiegen. Des Weiteren duellierte er sich auf den Fightcards von WM-Kämpfen wie dem von Felix Sturm gegen Fedor Chudinov und Marco Huck gegen Mairis Briedis. Aufgrund seines offensiven Kampfstils liefert sich Alem Begic attraktive Kämpfe mit seinen Kontrahenten und ist in 24 Kämpfen ungeschlagen. Am 9. Juni 2018 wurde er durch technischen K. o. gegen den Serben Nenad Stankovic IBF-Europameister im Halbschwergewicht. Nach einer über 8-monatigen Ringabstinenz gewann er souverän gegen Bosko Misic durch technischen K. o. in der 5. Runde. Nach einem umstrittenen Unentschieden im Kampf um den WBO-Interkontinental-Titel im Supermittelgewicht, wurde er am 10. Dezember 2019 mit einem Sieg gegen den US-Amerikaner John Rene IBO-International-Champion im Halbschwergewicht und sicherte sich somit die Platzierung unter den Top 15 der Welt sowie den bisher größten Erfolg seiner Karriere. Beide Titelkämpfe fanden unter großem Promiauflauf im Bio-Hotel Stanglwirt bei Kitzbühel statt. Der Boxkampf um den IBO-International-Titel wurde im Rahmen eines Charity Events ausgetragen, bei dem am Ende ein Scheck über 20.000 Euro an „Kleine Helden e. V. / Tribute to Bambi Stiftung“ übergeben wurde. In seinen bisherigen Wettkampfvorbereitungen zählen mehrmalige Weltmeister, wie Gennadi Golowkin, Oleksander Usyk, Felix Sturm und Arthur Abraham zu seinen Sparringspartnern.

## Liste der Profiboxkämpfe
| Jahr | Tag           | Gegner                 | Ort                                                | Ergebnis      | Typ |
| ---- | ------------- | ---------------------- | -------------------------------------------------- | ------------- | --- |
| 2014 | 22. November  | Stelian Anghelus Voicu | Stadthalle, Srebrenica                             | Sieg          | KO  |
| 2015 | 24. Januar    | Goran Risitc           | Gildehaus, Luechow                                 | Sieg          | TKO |
| 2015 | 7. März       | Todor Ilic             | Markthalle, Wismar                                 | Sieg          | KO  |
| 2015 | 10. April     | Slobodan Jankovic      | Kongress und Sportzentrum, Bad Vilbel – Dortelweil | Sieg          | TKO |
| 2015 | 18. April     | Adil Rusidi            | Hallensportzentrum, Lahr                           | Sieg          | TKO |
| 2015 | 2. Mai        | Danijel Smardzi        | Unterschleißheim                                   | Sieg          | TKO |
| 2015 | 16. Mai       | Nedeljko Cvorvic       | Kongress und Sportzentrum, Bad Vilbel – Dortelweil | Sieg          | KO  |
| 2015 | 30. Juni      | Slobodan Jankovic      | Unterschleißheim                                   | Sieg          | TKO |
| 2015 | 6. September  | Zeljko Tomic           | Markthalle, Wismar                                 | Sieg          | TKO |
| 2015 | 30. Oktober   | Mihai Macovei          | Unterschleißheim                                   | Sieg          | PTS |
| 2015 | 29. Dezember  | George Aduashvili      | Antoniushaus, Regensburg                           | Sieg          | KO  |
| 2016 | 20. Februar   | Leo Tchoula            | Koenig-Pilsener-Arena, Oberhausen                  | Sieg          | KO  |
| 2016 | 7. Mai        | Laszlo Ivanyi          | Kampfsportcenter, München                          | Sieg          | PTS |
| 2016 | 11. Juni      | Zeljko Bojic           | KSL Gym, Lahr                                      | Sieg          | TKO |
| 2016 | 25. Juni      | Ramazi Gogichasvili    | Volkshaus, Zurich                                  | Sieg          | TKO |
| 2016 | 17. Dezember  | Slavisa Simeunovic     | Kaserne, Basel                                     | Sieg          | RTD |
| 2017 | 1. April      | Artem Redko            | Westfalenhalle, Dortmund                           | Sieg          | MD  |
| 2017 | 8. Juli       | Beka Aduashvili        | Dreifach-Sporthalle, Kempten                       | Sieg          | KO  |
| 2017 | 4. November   | Gary Abajyan           | München                                            | Sieg          | TKO |
| 2017 | 30. November  | Slavisa Simeunovic     | Porsche Zentrum Oberösterreich, Linz               | Sieg          | RTD |
| 2018 | 9. Juni       | Nenad Stankovic        | Porsche Zentrum Oberösterreich, Linz               | Sieg          | TKO |
| 2019 | 9. Februar    | Bosko Misic            | Bruno Gehrke Halle, Spandau                        | Sieg          | TKO |
| 2019 | 24. August    | Tiran Metz             | Hotel Stanglwirt, Kitzbühel                        | Unentschieden | D   |
| 2019 | 10. Dezember  | John Rene              | Hotel Stanglwirt, Kitzbühel                        | Sieg          | UD  |
| 2023 | 24. August    | Tiran Metz             | Hotel Stanglwirt, Kitzbühel                        | Sieg          | UD  |
| 2023 | 2. Dezember   | Lulzim Muaremi         | Ludwigsburg MHP Arena, Ludwigsburg                 | Sieg          | TKO |
| 2024 | 25. März      | Rizvan Bataev          | Hotel Stanglwirt, Kitzbühel                        | Sieg          | TKO |
| 2024 | 23. Juni      | Robert Tlatlik         | Hotel Stanglwirt, Kitzbühel                        | Sieg          | TKO |
| 2024 | 12. September | David Kerkmann         | Grossgmain                                         | Sieg          | TKO |

## Sonstiges
Alem Begic ist Bachelor und Master of Arts in Architecture. Darüber hinaus absolvierte er im Oktober 2019 erfolgreich sein Zweitstudium zum Immobilienökonom. Im Oktober 2020 nahm Alem Begic an der #WocheChallenge der Welthungerhilfe u. a. mit Klaus Augenthaler und Janina Hartwig teil.  Des Weiteren ist Alem Begic das dritte Jahr in Folge offizielles Testimonial des von der Initiative Werterhalt ins Leben gerufenen bayerischen Jugendpreises.